# Welcome to the Pleasuredome (album)
Pour les articles homonymes, voir Welcome to the Pleasuredome.
Albums de Frankie Goes to Hollywood
Liverpool
(1986)
Singles
1. Relax
Sortie : 24 octobre 1983
2. Two Tribes
Sortie : 4 juin 1984
3. The Power of Love
Sortie : 19 novembre 1984
4. Welcome to the Pleasuredome
Sortie : 18 mars 1985

Welcome to the Pleasuredome est le premier album du groupe britannique Frankie Goes to Hollywood. Il est sorti le 29 octobre 1984. À l'origine, il est édité en double album vinyle et cassette.
Il obtient un franc succès, notamment au Royaume-Uni où il se classe directement numéro 1 et sera certifié triple disque de platine. Les chansons Relax et Two Tribes, sorties avant l'album, y apparaissent dans des versions sensiblement différentes. The Power of Love sort en single trois semaines après l'album et, comme Relax et Two Tribes, se classe en tête des charts britanniques. La chanson titre est éditée en single en mars 1985 dans une version nettement raccourcie, se classant en 2e position des charts en Grande-Bretagne.
L'album contient plusieurs reprises : War, popularisée par Edwin Starr, Born to Run de Bruce Springsteen, Do You Know the Way to San José de Dionne Warwick ou encore des extraits de Ferry Cross the Mersey (dans les chansons Snatch of Fury et Ferry) de Gerry and the Pacemakers, que le groupe avait enregistré en entier en face b du maxi 45 tours Relax.
Welcome to the Pleasuredome est édité en CD en 1985 avec une pochette différente et une liste des titres modifiée. Une édition Deluxe 2 CD sort en 2010, reprenant le tracklisting d'origine. Le second CD propose des titres rares ou inédits.
Le 29 octobre 2014, soit 30 ans exactement après la sortie d'origine, un luxueux coffret est édité. Intitulé Inside the Pleasuredome, il contient le double album vinyle remastérisé ainsi que trois EP vinyle, une cassette audio et un DVD remplis de raretés.

## Liste des titres

### Version double album
Toutes les chansons sont écrites et composées par Peter Gill, Holly Johnson, Brian Nash et Mark O'Toole sauf mention.
- Face 1 : F - « Pray Frankie Pray »

1. Well... (Frankie Goes to Hollywood, Andy Richards) - 0:55
2. The World Is My Oyster - 1:02
3. Snatch of Fury (Stay) (Gerry Marsden) - 0:36
4. Welcome to the Pleasuredome - 12:58

- Face 2 : « G - Say Frankie Say »

1. Relax (Come Fighting) - 3:56
2. War (...and Hide) (Barrett Strong, Norman Whitfield) - 6:12
3. Two Tribes (For the Victims of Ravishment) - 3:23
4. (Tag) - 0:35

- Face 3 : « T - Stay Frankie Stay »

1. Ferry (Go) (Marsden) - 1:49
2. Born to Run (Bruce Springsteen) - 3:56
3. San Jose (The Way) (Burt Bacharach, Hal David) - 3:09
4. Wish (The Lads Were Here) - 2:48
5. The Ballad of 32 - 4:47

- Face 4 : « H - Play Frankie Play »

1. Krisco Kisses - 2:57
2. Black Night White Light - 4:05
3. The Only Star in Heaven - 4:16
4. The Power of Love - 5:28
5. Bang - 1:08

### Version CD (1985)
1. The World Is My Oyster / Snatch of Fury (Stay) – 1:57
2. Welcome to the Pleasuredome – 13:38
3. Relax (Come Fighting) – 3:56
4. War (...and Hide) – 6:12
5. Two Tribes (For the Victims of Ravishment) - 9:07
6. The Last Voice – 1:14
7. Born to Run – 4:13
8. Happy Hi! – 4:12
9. Wish (The Lads Were Here) - 2:48
10. The Ballad of 32 – 4:49
11. Krisco Kisses – 2:57
12. Black Night White Light – 4:05
13. The Only Star in Heaven – 4:16
14. The Power of Love – 5:28
15. Bang – 1:08

- Two Tribes apparaît dans une version longue sortie à l'origine en maxi 45 tours.
- Happy Hi! est la face b du single Welcome to the Pleasuredome.

Une version remastérisée en 2000 comprend 2 titres bonus : One September Monday et One February Friday, respectivement face b des singles Relax et Two Tribes.

### Version Deluxe Edition25eanniversaire
Un premier CD reprend le contenu de l'album original. Un second CD contient des titres rares ou inédits listés ici :
1. Relax (Greatest Bits) - 16:59
2. One September Monday - 4:49
3. The Power of Love (12 inch version) - 9:30
4. Disneyland - 3:07
5. Two Tribes (Between Rulers And Ruling) - 4:10
6. War (Between Hidden And Hiding) - 4:00
7. Welcome to the Pleasuredome (Cut Rough) - 5:40
8. One February Friday - 5:00
9. The Ballad of 32 (Mix 2) - 11:03
10. Who Then Devised the Torment? - 0:16
11. Relax (Greek Disco Mix) - 6:18
12. Watusi Love Juicy - 4:03
13. The Last Voice - 1:14

## Autour de l'album
- Le titre de l'album et de la chanson eponyme a pour origine le poeme Kubla Kahn de Samuel Taylor Coleridge[3] dont Holly Johnson cite les deux premieres strophes au cours du morceau.

## Composition du groupe
- Holly Johnson : chant
- Brian Nash : guitare
- Peter Gill : batterie
- Mark O'Toole : basse
- Paul Rutherford : chant, chœurs

Musiciens additionnels:
- J.J. Jeczalik : claviers, programmation
- Andrew Richards : claviers
- Louis Jardim : percussions
- Anne Dudley : claviers, arrangements cordes sur The Power of Love
- Steven Lipson : guitare
- Steve Howe : guitare acoustique sur le titre Welcome to the Pleasuredome
- Trevor Rabin : guitare, claviers
- Trevor Horn : chœurs, basse

## Classements hebdomadaires
| Classement                    | Meilleure place |
| ----------------------------- | --------------- |
| Allemagne (Media Control AG)  | 4               |
| Autriche (Ö3 Austria Top 40)  | 3               |
| Canada (RPM 100 Albums)       | 9               |
| États-Unis (Billboard 200)    | 33              |
| France (IFOP)                 | 7               |
| Norvège (VG-lista)            | 8               |
| Nouvelle-Zélande (RIANZ)      | 1               |
| Pays-Bas (Mega Album Top 100) | 2               |
| Royaume-Uni (UK Albums Chart) | 1               |
| Suède (Sverigetopplistan)     | 7               |
| Suisse (Schweizer Hitparade)  | 5               |

## Certifications
| Pays                    | Certifications | Unités certifiées |
| ----------------------- | -------------- | ----------------- |
| Allemagne (BVMI)        | Platine        | 500 000           |
| Autriche (IFPI)         | Or             | 25 000            |
| Canada (Music Canada)   | Platine        | 100 000           |
| États-Unis (RIAA)       | Or             | 500 000           |
| Nouvelle-Zélande (RMNZ) | Platine        | 15 000            |
| Pays-Bas (NVPI)         | Or             | 50 000            |
| Royaume-Uni (BPI)       | 3 × Platine    | 900 000           |